# 佛罗里达仙女虾
佛罗里达仙女虾(学名:Dexteria floridana)是丰年虫科下的一种，是佛罗里达仙女虾属的单型种。其被美国生物学家拉尔夫·W·德克斯特于1953年发现于美国的佛罗里达州盖恩斯维尔南部的一个水塘之中。是佛罗里达州的特有种。该物种于2011年10月5日被宣告灭绝。但国际自然保护联盟仍将其列为极危。